# Troféu Joan Gamper
O Troféu Joan Gamper (em catalão:  Trofeu Joan Gamper), também conhecido como Copa Joan Gamper, é um torneio internacional de futebol interclubes, de caráter amistoso, geralmente realizado em agosto, antes do início da temporada europeia.[carece de fontes?] A competição é organizada pelo FC Barcelona no estádio Camp Nou e é nomeada em homenagem a Joan Gamper, membro fundador, jogador e posteriormente presidente do clube. A competição foi inaugurada em 1966 por Enric Llaudet, um dos sucessores de Gamper como presidente do clube.
Inicialmente, quatro equipes participaram da competição, que contou com semifinais, uma decisão de terceiro lugar e uma final. Na primeira edição da competição, em 1966, o Barcelona disputou juntamente ao RSC Anderlecht, da Bélgica, ao FC Nantes, da França, e ao FC Köln, da Alemanha. Na final, o Barcelona venceu a equipe alemã por 3-1 e sagrou-se campeão. O Köln posteriormente ganhou a competição em 1978 e 1981 e foi vice-campeão em 1979, fato que tornou-o a única equipe, além dos anfitriões, a vencer a competição mais de uma vez. A próxima edição protagonizou a primeira participação de outra equipe espanhola, o Atlético Madrid, que junto com os anfitriões, participaram ao lado do alemão Bayern de Munique e do argentino Boca Juniors, sendo que estes dois últimos clubes estão entre os convidados mais frequentes. O Bayern foi vice-campeão em 1984, 1987 e 2006, enquanto o Boca tornou-se o primeiro de vários convidados sul-americanos, e desde então retornou em 1977, 1984, 2003, 2008 e 2018. O único time não-europeu que ganhou o torneio foi o brasileiro Internacional, em 1982.
Competições seguintes incluíram equipes de renome da Serie A italiana e da Bundesliga da Alemanha. Outros clubes espanhóis de alto escalão também foram ocasionalmente convidados, incluindo Tenerife e Valencia, que foram vencedores em 1993 e 1994, respectivamente. Desde 1997, a competição foi reestruturada para um jogo único, visto que o torneio foi encurtado devido ao aumento do calendário de jogos da temporada do Barcelona. Caso a partida esteja empatada após 90 minutos, não se joga a prorrogação e o vencedor é decidido em cobranças de pênalti.

## Troféu
O troféu em si é de prata de 800 gramas (1,8 libras) com cinco micrômetros de acabamento em ouro, em cima de uma base de rodapé de mármore de 10 quilogramas (22 lb).

## Vencedores

### Lista de finais
A sigla (pr.) denota que o vencedor foi determinado na prorrogação (tempo-extra).
 A sigla (p) denota que o vencedor foi determinado em uma cobrança de pênaltis.

#### Quatro clubes (1966–1996)
| 1966 | Barcelona                | 3–1       | Köln                     | Anderlecht        | 7–0     | Nantes            |
| 1967 | Barcelona                | 2–1       | Atlético Madrid          | Boca Juniors      | 1–0     | FC Bayern München |
| 1968 | Barcelona                | 5–4       | Flamengo                 | Athletic Bilbao   | 3–1     | Werder Bremen     |
| 1969 | Barcelona                | 2–1       | Zaragoza                 | Slovan Bratislava | 2–1     | Estudiantes       |
| 1970 | Újpest                   | 3–1       | Dynamo Moscow            | Barcelona         | 1–0     | Schalke 04        |
| 1971 | Barcelona                | 1–0       | Chacarita Juniors        | Budapest Honvéd   | 2–0     | FC Bayern München |
| 1972 | Borussia Mönchengladbach | 3–2       | CSKA Sofia               | Barcelona         | 0–0 (p) | Vasco da Gama     |
| 1973 | Barcelona                | 2–2 (p)   | Borussia Mönchengladbach | San Lorenzo       | 1–1 (p) | Municipal         |
| 1974 | Barcelona                | 4–1       | Rangers                  | Athletic Bilbao   | 1–0     | Ajax              |
| 1975 | Barcelona                | 2–1       | Feyenoord                | Spartak Trnava    | 1–1 (p) | Újpest            |
| 1976 | Barcelona                | 2–0       | Eintracht Frankfurt      | Sparta Praga      | 1–1 (p) | CSKA Moscow       |
| 1977 | Barcelona                | 4–1       | Schalke 04               | Boca Juniors      | 2–1     | Slovan Bratislava |
| 1978 | Köln                     | 5–0       | Rapid Wien               | Barcelona         | 3–2     | Botafogo          |
| 1979 | Barcelona                | 3–2 (pr.) | Köln                     | Anderlecht        | 2–2 (p) | Zürich            |
| 1980 | Barcelona                | 2–1       | Vasco da Gama            | River Plate       | 0–0 (p) | PSV Eindhoven     |
| 1981 | Köln                     | 4–0       | Barcelona                | Vasco da Gama     | 2–1     | Ipswich Town      |
| 1982 | Internacional            | 3–1       | Manchester City          | Barcelona         | 1–1 (p) | Köln              |
| 1983 | Barcelona                | 2–1       | Borussia Dortmund        | Anderlecht        | 4–2     | Nottingham Forest |
| 1984 | Barcelona                | 3–1       | FC Bayern München        | Boca Juniors      | 3–1     | Aston Villa       |
| 1985 | Barcelona                | 3–1       | Hamburger SV             | Ajax              | 4–2     | Rapid Wien        |
| 1986 | Barcelona                | 1–0       | PSV Eindhoven            | Tottenham Hotspur | 2–1     | Milan             |
| 1987 | Porto                    | 2–0       | FC Bayern München        | Barcelona         | 3–2     | Ajax              |
| 1988 | Barcelona                | 3–1       | Steaua București         | Peñarol           | 3–3 (p) | PSV Eindhoven     |
| 1989 | Mechelen                 | 2–0       | Sochaux                  | Barcelona         | 1–0     | Internacional     |
| 1990 | Barcelona                | 3–1       | Anderlecht               | PSV Eindhoven     | 2–1     | Spartak Moscow    |
| 1991 | Barcelona                | 3–0       | Marseille                | Internacional     | 2–0     | Rapid Wien        |
| 1992 | Barcelona                | 2–0       | Feyenoord                | Club Brugge       | 3–3 (p) | CSKA Sofia        |
| 1993 | Tenerife                 | 3–1       | Barcelona                | Bordeaux          | 2–0     | Hajduk Split      |
| 1994 | Valencia                 | 4–1       | Barcelona                | PSV Eindhoven     | 2–1     | Brescia           |
| 1995 | Barcelona                | 5–1       | San Lorenzo              | Feyenoord         | 3–2     | CSKA Sofia        |
| 1996 | Barcelona                | 2–1       | Internazionale           | Anderlecht        | 3–2     | San Lorenzo       |

#### Dois clubes (1997–presente)
| Ano  | Vencedor        | Placar  | Vice-campeão      |
| ---- | --------------- | ------- | ----------------- |
| 1997 | Barcelona       | 2–2 (p) | Sampdoria         |
| 1998 | Barcelona       | 2–2 (p) | Santos            |
| 1999 | Barcelona       | 2–1     | Sporting CP       |
| 2000 | Barcelona       | 2–1     | PSV Eindhoven     |
| 2001 | Barcelona       | 3–2     | Parma             |
| 2002 | Barcelona       | 1–0     | Estrela Vermelha  |
| 2003 | Barcelona       | 1–1 (p) | Boca Juniors      |
| 2004 | Barcelona       | 2–1     | Milan             |
| 2005 | Juventus        | 2–2 (p) | Barcelona         |
| 2006 | Barcelona       | 4–0     | FC Bayern München |
| 2007 | Barcelona       | 5–0     | Internazionale    |
| 2008 | Barcelona       | 2–1     | Boca Juniors      |
| 2009 | Manchester City | 1–0     | Barcelona         |
| 2010 | Barcelona       | 1–1 (p) | Milan             |
| 2011 | Barcelona       | 5–0     | Napoli            |
| 2012 | Sampdoria       | 1–0     | Barcelona         |
| 2013 | Barcelona       | 8–0     | Santos            |
| 2014 | Barcelona       | 6–0     | León              |
| 2015 | Barcelona       | 3–0     | Roma              |
| 2016 | Barcelona       | 3–2     | Sampdoria         |
| 2017 | Barcelona       | 5–0     | Chapecoense       |
| 2018 | Barcelona       | 3–0     | Boca Juniors      |
| 2019 | Barcelona       | 2–1     | Arsenal           |
| 2020 | Barcelona       | 1–0     | Elche             |
| 2021 | Barcelona       | 3–0     | Juventus          |
| 2022 | Barcelona       | 6–0     | Pumas UNAM        |
| 2023 | Barcelona       | 4–2     | Tottenham         |
| 2024 | Monaco          | 3–0     | Barcelona         |
| 2025 | Barcelona       | 5–0     | Como              |

- Títulos por clube

| Clube                    | Títulos |
| ------------------------ | ------- |
| Barcelona                | 47      |
| Köln                     | 2       |
| Újpest                   | 1       |
| Borussia Mönchengladbach | 1       |
| Internacional            | 1       |
| Porto                    | 1       |
| Mechelen                 | 1       |
| Tenerife                 | 1       |
| Valencia                 | 1       |
| Juventus                 | 1       |
| Manchester City          | 1       |
| Sampdoria                | 1       |
| Monaco                   | 1       |

### Participações por clube
Conforme descrito anteriormente, o Barcelona é o organizador do evento e por isso participou de todas as 56 edições do torneio. Os clubes com mais participações, a seguir, são o holandês PSV Eindhoven e o argentino Boca Juniors, com seis; Anderlecht, da Bélgica; e Bayern de Munique e Köln, da Alemanha, possuem cinco. Nove clubes participaram de três edições; nove clubes participaram de duas; e 47 foram as equipes a participarem por uma única oportunidade.

## Prêmios e recordes

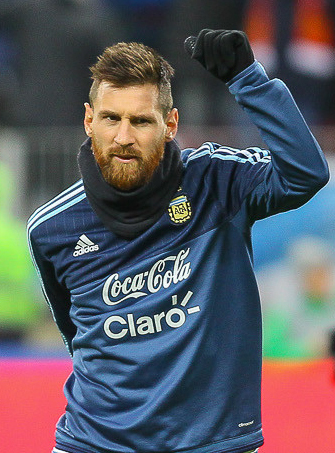
Lionel Messi é o maior artilheiro da história do Troféu Joan Gamper.

### Prêmios
Jogador Mais Valioso
- Lionel Messi é o único jogador na história do Troféu Joan Gamper a ser escolhido como Jogador Mais Valioso (MVP) quatro ocasiões: em 2013 contra o Santos, em 2014 contra o Club León, em 2016 contra a Sampdoria e em 2018 contra o Boca Juniors.[3][4][5][6]

### Recordes
Jogadores com mais gols
| Posição            | Jogador           | Clube     | Gols |
| ------------------ | ----------------- | --------- | ---- |
| 1                  | Lionel Messi      | Barcelona | 9    |
| 2                  |                   | Barcelona |      |
| Juan Manuel Asensi | 7                 | Barcelona |      |
| Txiki Begiristain  | 7                 | Barcelona |      |
| Hristo Stoichkov   | 7                 | Barcelona |      |
| 3                  | Josep Maria Fusté | Barcelona | 6    |
| 3                  | Marcial Pina      | Barcelona | 6    |

Artilharia consecutiva
- Lionel Messi é o único jogador na história do Troféu Joan Gamper a marcar gols em seis edições consecutivas (2013, 2014, 2015, 2016, 2017, 2018).[7]